# Probolus victoriae
Probolus victoriae là một loài tò vò trong họ Ichneumonidae.